# نوية (خلية)

مُخططٌ للنواة، وبداخلها النوية.

النوية (بالإنجليزية: Nucleolus)‏ جسم كروي الشكل تقريباً وهي تصغير لكلمة نواة. تتكون النوية من الآحينات (البروتينات) والحمض النووي، وتشترك النوية في صنع الآحينات داخل النواة، كما أنها تكون الحمض النووي DNA الذي ينتقل إلى الهيولي، وهناك يترجم بواسطة الريبوزومات إلى البروتينات.
والنوية هي عبارة عن تجمع للمادة الوراثية دون أن تكون محددة بغشاء (2 مكرومتر)، وهي تمثل ترجمة جينات الريبوزومات (تصنيع تحت وحدات الريبية).

## تاريخ
تم التعرف على النوية عبر تقنية مجهرية المجال الساطع خلال العقد 1380. ولم يُعرف سوى القليل عن وظيفتها حتى سنة 1964 أين ولّدت دراسة من قبل جون غوردون ودونالد براون على القيطم الأفريقي اهتماما متزايدا بوظيفة وبنية النوية المفصلة. حيث وجدا أن 25% من بيوض هذه الضفادع لا تحتوي على نوية وأن هذه البيوض كانت غير قادرة على الحياة، ووجدا أن نصف هذه البيوض تحتوي على نوية والـ25% الأخيرة تحوي على نويتين. واستنتجا أن للنوية وظيفة أساسية للحياة. في سنة 1966 أظهر ماكس بيرنستيل وزملاؤه عبر تجارب تهجين الحمض النووي أن الدنا الموجود داخل النوية يشفر الرنا الريبوسومي.

## البنية
تمكن العلماء من التعرف على ثلاثة مكونات أساسية للنوية: المركز اللُيَيْفي (FC)، المكون اللييفي الكثيف (DFC) والمكون الحُبَيبي (GC). يحدث نسخ الدنا المأشوب في المركز اللييفي، ويحتوي المكون اللييفي الكثيف على الفيبريلارين وهو مهم في معالجة الرنا الريبوسومي، يحتوي المكون الحبيبي على النوكليوفوسمين (البروتين B23 في الصورة الخارجية بالمصدر) وله دور كذلك في تخليق الريبوسوم. تم اقتراح أن هذا التنظيم ملاحظٌ في حقيقيات النوى العليا وأنه تطور من تنظيمٍ ثنائيٍ أثناء الانتقال من اللاسلويات إلى السلويات. وهذا يعكس التزايد الحقيقي في منطقة الدنا بين الوراثية. مكون لييفي أصلي يكون انقسم إلى المركز اللييفي والمكون اللييفي الكثيف.
حُدد مكون آخر داخل العديد من النويات (النبات بشكل خاص) وهي منطقة واضحة في مركز النوية يشار إليها بالفجوة النويية. نويات مختلف أصناف النباتات تحتوي على تراكيز عالية جدا من الحديد وذلك عكس نويات البشر والحيوانات. يمكن رؤية البنية الفوقية للنوية عبر المجهر الإلكتروني، في حين يمكن دراسة التنظيم والحركيات الخاصة بها بواسطة وسم البروتين الفلوري والاسترجاع الفلوري بعد التلاشي الضوئي (FRAP). يمكن استخدام المستضدات ضد البروتين PAF49 كواسمات من أجل النوية في تجارب الفلورة المناعية.
رغم أنه لا يمكن في العادة سوى رؤية نوية أو نويتين، لدى الخلايا البشرية ثنائية الصيغة الصبغية عشر مناطق نويية منظمة (NOR) ويمكن أن يكون لديها نويات أكثر. غالبا ما تتشارك العديد من المناطق النووية المنظمة في كل نويية.

## تجميع ووظيفة الريبوسوم
يقوم الريبوسوم بترجمة (الحمض النووي الرايبي المرسال) الرنا المرسال إلى سلاسل ببتيدية تترابط فيما بعد لتشكل البروتينات، لذا يُعد مركزاً مهمًا في عملية تحويل المعلومات الوراثية إلى بروتينات مشفرة ضمن الصيغة الوراثية. 